# Galkhaïta
La galkhaïta és un mineral de la classe dels sulfurs. Va ser anomenada en honor del dipòsit de As-Hg-Sb de Gal-Khaya, una de les seves localitats tipus.

## Característiques
La galkhaïta és un sulfarsenit de fórmula química (Hg₅Cu)CsAs₄S₁₂. Cristal·litza en el sistema isomètric en forma de cristalls cúbics, de fins a 1,2 cm, i en agregats granulars. La seva duresa a l'escala de Mohs és 3.
Segons la classificació de Nickel-Strunz, la galkhaïta pertany a «02.G - Nesosulfarsenits, etc. amb S addicional» juntament amb els següents minerals: argentotennantita, freibergita, giraudita, goldfieldita, hakita, tennantita, tetraedrita, selenoestefanita, estefanita, pearceïta, polibasita, selenopolibasita, cupropearceïta i cupropolibasita.

## Formació i jaciments
La galkhaïta es forma en dipòsits hidrotermals de Hg-Au. Va ser descoberta a partir de mostres trobades en dues localitats diferents: el dipòsit de As-Hg-Sb de Gal-Khaya (República de Sakhà, Rússia) i el dipòsit de Sb-Hg de Khaidarkan (Batken, Kirguizstan). També ha estat descrita al Canadà, els Estats Units, Iran i Itàlia.